# Simulium pintoi
Simulium pintoi es una especie de insecto del género Simulium, familia Simuliidae, orden Diptera.
Fue descrita científicamente por Andretta & Andretta, 1945.